# كأس رابطة الأندية الإنجليزية المحترفة 2013–14
كأس رابطة الأندية الإنجليزية المحترفة 2013–14 (بالإنجليزية: 2013–14 Football League Cup)‏ هو الموسم 54 من  كأس رابطة الأندية الإنجليزية المحترفة. أشرف على تنظيمه دوري كرة القدم الإنجليزي، وكان عدد الأندية المشاركة فيه  92، وفاز فيه مانشستر سيتي.